# Russelia pennelliana
Russelia pennelliana är en grobladsväxtart som beskrevs av Cyrus Longworth Lundell. Russelia pennelliana ingår i släktet Russelia och familjen grobladsväxter. Inga underarter finns listade i Catalogue of Life.